# Discographie de Jean-Louis Costes
Cette page présente une petite partie des cassettes, vinyles et CD de Jean-Louis Costes, pour la plupart autoproduits.
Sauf mention contraire, ces albums sont en langue française.

## Vinyle
- 1986 : Secouez... crevez !
- 1988 : Rape GG avec Lisa Suckdog
- 1996 : Vivre encore (Rectangle, 45 tours), réédité en CD en 1999
- 1997 : Nègre blanc (Rectangle), réédité en CD en 1999
- 1997 : Daddy's Scheisswelt (Membrum Debile Propaganda, 45 tours), réédité en CD en 2000
- 2006 : Dansez dans les culs (Wwilko)
- 2006 : Pop Crotte (2000 records, 45 tours)
- 2013 : T'es mort ? avec Lonsai Maïkov (45 tours)
- 2014 : S. O. S. Japan (Psych.KG)
- 2015 : Ma vie de hippy
- 2015 : Le fantôme d'Archie Shepp (Disques Charivari, album live)[1].
- 2019 : La vie tue (Jelodanti Records)
- 2020 : Maquerelle & Costes avec Maquerelle (Discolored Field)
- 2020 : Völlig Bescheuerte Musik avec Kommissar Hjuler (Psych KG)

## Cassette
Sauf mention contraire entre parenthèses, toutes les cassettes sont autoéditées chez Costes-Cassette. Le catalogue Costes-Cassette en compte 58, dont les 18 premières (avant L'Art c'est la guerre) n'ont jamais été proposées au public .
- 1985 : 
  - L'Enfer Du Musicien
  - Younki (Sound of Pig), en français et en anglais, réédité en CD
  - Bande de salauds

- 1986 : 
  - Bidon 5
  - Ma Musique Sur Ta Musique
  - Secouez... crevez !
  - L'Art c'est la guerre
  - Chahut-chaos, réédité en CD
  - L'Auxiliaire des aveugles, réédité en CD

- 1987 : 
  - An Happy-Go-Lucky Native
  - Les Oxyures
  - Club des séropositifs, réédité en CD
  - Enfant du dégueulis, réédité en CD
  - Les Pauvres, réédité en CD

- 1988 : 
  - Love Songs And Masturbations, avec Lisa Suckdog
  - Skin and Bones, en anglais
  - French Frog In An American Cunt, en anglais avec Lisa Suckdog
  - Costes en Amérique, réédité en CD
  - Seul contre tous, réédité en CD

- 1989 : 
  - Fils de l'armée et de la bourgeoisie, réédité en CD
  - Lung Farts, en anglais
  - Pets des poumons, réédité en CD
  - Je m'encule, réédité en CD
  - The Bleak Twins, en anglais

- 1990 : 
  - Peter and the Wolf & Me, en anglais
  - Juif errant
  - Bras d'honneur au malheur, réédité en CD
  - Ça rime a rien, réédité en CD
  - Sorcière
  - Travail de porc
  - C'est réglo

- 1991 : 
  - Elle sans cesse
  - Partouzes a Koweït-city, réédité en CD
  - La sainte communion des solitaires, réédité en CD
  - The End Of The Trail, en anglais
  - Maître-Con, réédité en CD

- 1992 : 
  - Hung by the dick, en anglais
  - Debout les blancs
  - Cacacostes, réédité en CD

- 1993 :
  - Love Mummy Pussy, en anglais
  - Katai Udon, en japonais (Beast 666 Tapes)

- 1995 :
  - Me And MeMe, en japonais (Kubitsuri Tapes)
  - 炎のジュテーム, en japonais avec Yximalloo (Sakura Wrechords)

- 2012 :
  - Split, avec Peür (Hum Rec)

- 2020 :
  - Stop music no good, en anglais (Research Laboratories)

## CD
Sauf mention contraire entre parenthèses, tous les CDs sont autoédités chez eretic-art.
- 1986 : Secouez... crevez !

- 1987 : Les Oxyures

- 1988 :
  - Rape GG, en anglais
  - Livrez les blanches aux bicots

- 1989 :  Lung Farts, en anglais

- 1990 : Sorcière

- 1991 : The End Of The Trail, en anglais

- 1992 : Terminator moule

- 1993 : Jap Jew, en anglais

- 1994 : No Sex Boy, en anglais avec Toshi Hiraoka

- 1995 : 
  - Shin Sakoku 1, en japonais
  - Shin Sakoku 2, en japonais

- 1996 : NTMFN

- 1997 : 
  - L'Avant-garde de l'hôpital
  - Drôle de trip
  - Un sparadrap sur l'anus
  - Pas encore mort ?, réédité en vinyle en 2016

- 1998 : 
  - Les Justiciers
  - Raciste Positif 1
  - Raciste Positif 2
  - Aux chiottes

- 1999 : 4 exécutions sommaires

- 2000 : 
  - Plus d'amour
  - Vomito negro
  - In the ghetto
  - Vétéran des rêves oublies
  - Nik ta race

- 2001 : 
  - Guy Georges 1
  - Guy Georges 2
  - Enfant criminel

- 2002 :  
  - Le métro de la mort
  - Bible and Machine Gun, en anglais

- 2003 : Holy Virgin Cult, en anglais

- 2004 :
  - Fecal Master, en anglais (Fecal-Matter Discorporated)
  - Œuvre au noir

- 2005 : 
  - Neuro-Toxic
  - Daily Devils, en anglais
  - Catholique

- 2006 : 
  - Avant guerre
  - Naze
  - Je lèche mes os
  - Miam-miam la music

- 2008 : 
  - Les fées, les culs, les tourments
  - Enculé en variété
  - Mes peurs et mes pleurs

- 2009 : 
  - Araignées du soir
  - Superloser

- 2010 : 
  - Chanteur désengagé
  - Sans tête et sans sexe
  - Tubes à deux balles
  - Sidaïque et mental
  - Une main me pousse (Zingy Music)

- 2011 :
  - Le Pays des tracteurs rouges
  - Langues de chats
  - Peurs des fleurs
  - Déguisé en Ben Laden
  - Complaintes de l'anus
  - DJ de merde

- 2012 :
  - Sade is Sick, en anglais
  - Batailles perdues, avec Saiwil Sexy

- 2013 : Politik plante son bic (Kaka Kids)

- 2014 : 
  - Kyriales (Noël Akchoté Downloads)
  - Cinq dents
  - Cachez ces culs, avec Jerry Legggo
  - Rabu Chigai, en japonais
  - Borrookun Chimpo, en japonais
  - Jouir en chantant

- 2015 : 
  - Piou-Piou pleure
  - Sexe tordu
  - Rafales de kalash
  - Blues des blancs

- 2016 : 
  - Troubadours, avec Augustin Brousseloux
  - Trash romantique
  - Plastic et Magic (Bisou Record)
  - Mélodie et folie, avec Lonsaï Maïkov
  - La France a mal au
  - Trompettes, avec Kad

- 2017 : L'Office Catholique

- 2018 : 
  - Millions of enemies, en anglais
  - I hate my music, en anglais
  - Push my on the swing, en anglais
  - Noise POP Noise, en anglais
  - Holy Harmonium
  - Frères ennemis
  - Mélodies à deux doigts
  - Mechanical Monks
  - Maladie exotique
  - Le gasoil est trop cher

- 2019 : 
  - L'Aznavore de l'Underground
  - Robot Bonobo

- 2020 : 
  - Prédestiné
  - Ringard
  - Rien d'anormal

- 2021 : Ja la Tesla

- 2022 : 
  - La symphonie satanique
  - Toujours plus bas
  - Comploteurs et complotistes
  - Bad trip in Petra, en anglais

- 2023 : 
  - Serial Dreamer
  - Frightening Smiles, en anglais
  - Euthanazi
  - Hello China, en quatorze langages différents